# Murray Bridge, Nam Úc

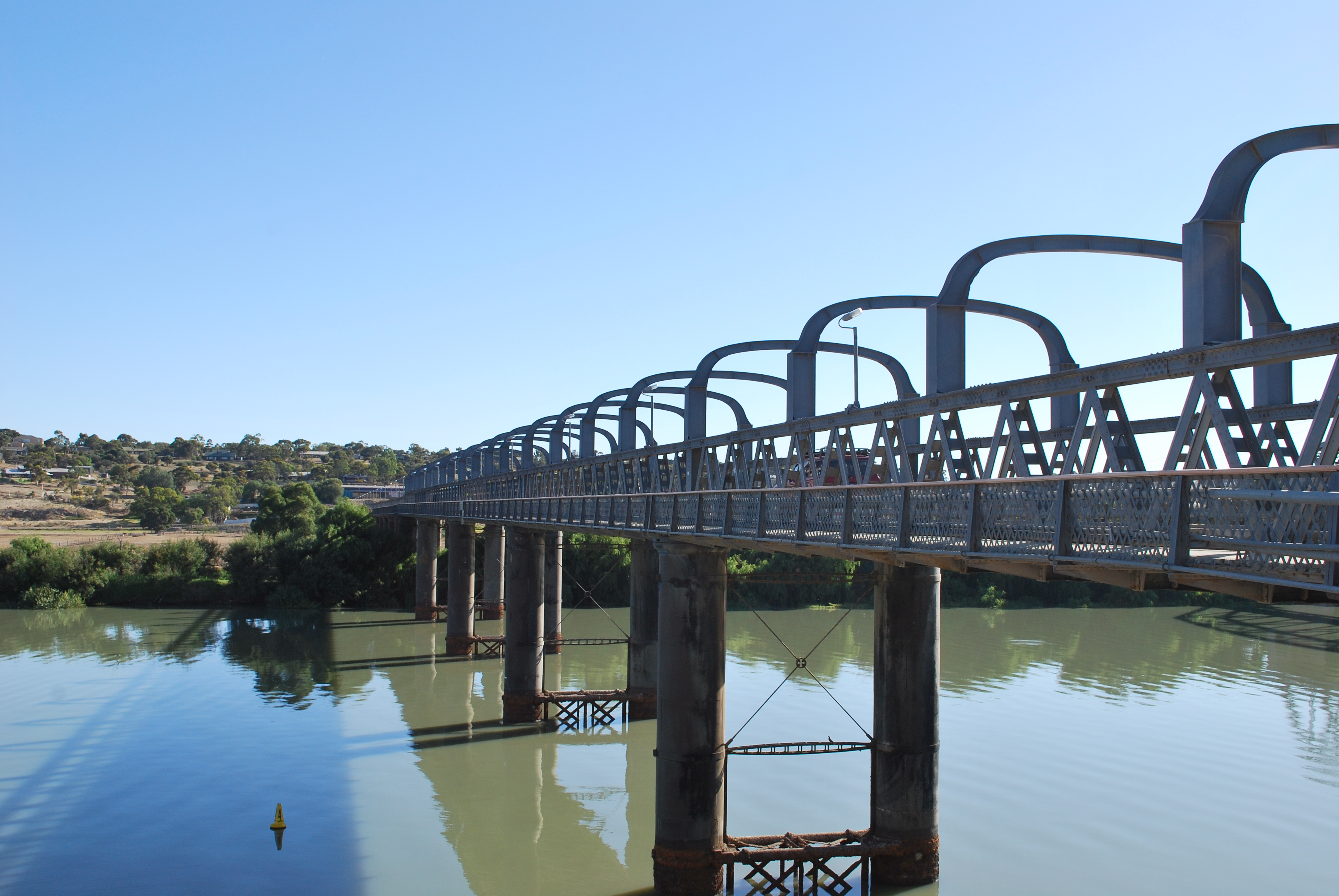
Cầu Murray Bridge bắc qua Murray

Murray Bridge là một thành phố trong bang Nam Úc, Úc. Thành phố có dân số 14.048 người (điều tra năm 2006). Murray Bridge là thành phố đông dân thứ tư ở Nam Úc sau Adelaide, Mount Gambier và Whyalla. Nó nằm 76 km (47 dặm) về phía đông-đông nam của Adelaide và 77 km (48 dặm) về phía bắc của Meningie.
Thành phố ban đầu được biết đến với tên gọi Mobilong, sau đó là Edwards Crossing trước khi đổi thành Murray Bridge vào năm 1924.
Thành phố phục vụ cho một khu vực canh nông, bao gồm sữa, lợn, gà, cây ngũ cốc và rau quả. Đây là nơi Quốc lộ Princes đi qua sông Murray trên đường chính và các tuyến đường sắt từ Adelaide đến Melbourne.

## Khí hậu
Murray Bridge có khí hậu bán khô hạn với mùa hè ấm nóng và mùa đông ôn hòa, giáp với khí hậu Địa Trung Hải.
| Dữ liệu khí hậu của Murray Bridge       | Dữ liệu khí hậu của Murray Bridge | Dữ liệu khí hậu của Murray Bridge | Dữ liệu khí hậu của Murray Bridge | Dữ liệu khí hậu của Murray Bridge | Dữ liệu khí hậu của Murray Bridge | Dữ liệu khí hậu của Murray Bridge | Dữ liệu khí hậu của Murray Bridge | Dữ liệu khí hậu của Murray Bridge | Dữ liệu khí hậu của Murray Bridge | Dữ liệu khí hậu của Murray Bridge | Dữ liệu khí hậu của Murray Bridge | Dữ liệu khí hậu của Murray Bridge | Dữ liệu khí hậu của Murray Bridge |
| Tháng                                   | 1                                 | 2                                 | 3                                 | 4                                 | 5                                 | 6                                 | 7                                 | 8                                 | 9                                 | 10                                | 11                                | 12                                | Năm                               |
| --------------------------------------- | --------------------------------- | --------------------------------- | --------------------------------- | --------------------------------- | --------------------------------- | --------------------------------- | --------------------------------- | --------------------------------- | --------------------------------- | --------------------------------- | --------------------------------- | --------------------------------- | --------------------------------- |
| Cao kỉ lục °C (°F)                      | 46.6 (115.9)                      | 46.4 (115.5)                      | 43.7 (110.7)                      | 39.2 (102.6)                      | 31.0 (87.8)                       | 25.6 (78.1)                       | 26.7 (80.1)                       | 30.9 (87.6)                       | 35.0 (95.0)                       | 39.7 (103.5)                      | 44.2 (111.6)                      | 44.4 (111.9)                      | 46.6 (115.9)                      |
| Trung bình ngày tối đa °C (°F)          | 29.1 (84.4)                       | 29.3 (84.7)                       | 26.7 (80.1)                       | 23.5 (74.3)                       | 19.6 (67.3)                       | 16.7 (62.1)                       | 16.2 (61.2)                       | 17.5 (63.5)                       | 19.8 (67.6)                       | 22.7 (72.9)                       | 25.6 (78.1)                       | 27.5 (81.5)                       | 22.8 (73.0)                       |
| Tối thiểu trung bình ngày °C (°F)       | 14.6 (58.3)                       | 14.6 (58.3)                       | 12.9 (55.2)                       | 10.3 (50.5)                       | 8.0 (46.4)                        | 6.0 (42.8)                        | 5.4 (41.7)                        | 5.9 (42.6)                        | 7.2 (45.0)                        | 9.0 (48.2)                        | 11.4 (52.5)                       | 13.2 (55.8)                       | 9.9 (49.8)                        |
| Thấp kỉ lục °C (°F)                     | 5.1 (41.2)                        | 5.7 (42.3)                        | 4.1 (39.4)                        | −0.6 (30.9)                       | −1.8 (28.8)                       | −4.3 (24.3)                       | −5.0 (23.0)                       | −2.0 (28.4)                       | −1.4 (29.5)                       | −0.6 (30.9)                       | 2.1 (35.8)                        | 4.0 (39.2)                        | −5.0 (23.0)                       |
| Lượng Giáng thủy trung bình mm (inches) | 16.4 (0.65)                       | 18.2 (0.72)                       | 20.4 (0.80)                       | 28.8 (1.13)                       | 34.9 (1.37)                       | 37.8 (1.49)                       | 35.2 (1.39)                       | 37.1 (1.46)                       | 36.8 (1.45)                       | 34.0 (1.34)                       | 25.5 (1.00)                       | 23.6 (0.93)                       | 348.5 (13.72)                     |
| Số ngày giáng thủy trung bình           | 3.8                               | 3.9                               | 4.8                               | 7.7                               | 10.4                              | 11.8                              | 12.4                              | 12.8                              | 10.5                              | 8.9                               | 6.1                               | 5.3                               | 98.4                              |
| Nguồn:                                  |                                   |                                   |                                   |                                   |                                   |                                   |                                   |                                   |                                   |                                   |                                   |                                   |                                   |

## Thành phố kết nghĩa
Murray Bridge kết nghĩa với:
- Laredo, Texas, Hoa Kỳ[4][5]
- Tam Môn Hiệp, Trung Quốc[6]